# Micrathena bicolor
Micrathena bicolor là một loài nhện trong họ Araneidae.
Loài này thuộc chi Micrathena. Micrathena bicolor được Eugen von Keyserling miêu tả năm 1864.